# Odil Ahmedov
Odil Alimjonovich Ahmedov (ur. 25 listopada 1987 w Namanganie) – uzbecki piłkarz występujący na pozycji pomocnika w drużynie Cangzhou Mighty Lions. Kapitan reprezentacji Uzbekistanu.

## Kariera klubowa
Odil Ahmedov jest wychowankiem zespołu Paxtakor Taszkent. W pierwszej drużynie debiutował w 2005. Wraz z nim w składzie Paxtakor dwa razy z rzędu zwyciężył w rozgrywkach ligi uzbeckiej (w sumie sześciokrotnie z rzędu: od 2002 do 2007), a w kolejnych sezonach wywalczył tytuł wicemistrzowski, ustępując w tabeli drużynie Bunyodkor Taszkent.
W 2011 roku Ahmedov został zawodnikiem Anży Machaczkała. Z tym klubem doszedł do finału Pucharu Rosji w sezonie 2012/13. W 2014 roku przeszedł do FK Krasnodar. Pierwszego gola strzelił w jego debiucie z Qarabağem Ağdam. Strzelił również w eliminacjach do Ligi Europy 2014/15. W lidze rosyjskiej pierwszą bramkę zdobył w starciu z Rostowem 17 sierpnia 2014 roku. Po sezonie został nominowany do listy 33 najlepszych piłkarzy sezonu. FK Krasnodar wybrał go graczem sezonu w swoim klubie.
W 2017 roku podpisał kontrakt z Shanghai SIPG. Z klubem w 2018 roku zdobył mistrzostwo Chin. We wrześniu 2020 został wypożyczony do końca roku do Tianjin Teda. Na koniec 2020 opuścił Shanghai SIPG. W klubie spędził niemal 4 sezony. W 2021 podpisał kontrakt z Cangzhou Mighty Lions.

## Kariera reprezentacja
Odil Ahmedov w 2007 zadebiutował w reprezentacji Uzbekistanu. Z zespołem narodowym brał udział w eliminacjach do Mundialu w RPA. W 2011 został powołany do Pucharu Azji. W fazie grupowej strzelił dwie bramki: w wygranym 2:0 spotkaniu z Katarem oraz w zremisowanym 2:2 meczu z Chinami. Uzbecy zajęli 1. miejsce w swojej grupie i awansowali do dalszej fazy. Ostatecznie zajęli 4, miejsce na całym turnieju, co jest największym osiągnięciem w historii drużyny.
W 2015 roku znalazł się w kadrze na Puchar Azji. Tam zdobył gola w meczu z Chinami. Ostatecznie Uzbekistan odpadł w ćwierćfinale. Został powołany również na Puchar Azji 2019. Tam strzelił gola w grupowym meczu z Omanem, a jego drużyna pożegnała się z turniejem w 1/8 finału.
Aktualnie jest kapitanem reprezentacji Uzbekistanu.
| Uzbekistan | Uzbekistan | Uzbekistan |
| Rok        | Występy    | Gole       |
| ---------- | ---------- | ---------- |
| 2007       | 2          | 0          |
| 2008       | 13         | 3          |
| 2009       | 10         | 0          |
| 2010       | 6          | 1          |
| 2011       | 13         | 3          |
| 2012       | 2          | 0          |
| 2013       | 10         | 2          |
| 2014       | 7          | 2          |
| 2015       | 12         | 4          |
| 2016       | 7          | 0          |
| 2017       | 5          | 1          |
| 2018       | 4          | 1          |
| 2019       | 13         | 3          |
| Razem      | 104        | 20         |

## Sukcesy

### Klubowe

#### Paxtakor Taszkent
- Oʻzbekiston Oliy Ligasi: 2006, 2007

#### Shanghai SIPG
- Chinese Super League: 2018

### Indywidualne
- Piłkarz roku w Uzbekistanie: 2009, 2011, 2014, 2015, 2016, 2018
- Piłkarz roku w Anży Machaczkała: 2011
- Piłkarz sezonu w FK Krasnodar: 2014/15